# Grand Prix de Plouay féminin 2013
La 15e édition du Grand Prix de Plouay féminin a eu lieu le 31 août 2013. Il s'agit de la dernière manche de la Coupe du monde de cyclisme sur route féminine. Elle est remportée par la Néerlandaise Marianne Vos.

## Parcours
Le parcours en circuit est constitué de cinq tours de 26,9 km, soit un total de 135 km.
Les coureuses empruntent la côte du Lézot, avant de prendre la direction de Kerscoulic puis Pont-Neuf. Ils longent alors le Scorff, passent à Pont-Calleck et près de la chapelle Sainte-Anne de Berné. Le circuit revient vers Pont-Neuf avant d'emprunter le Minojenn du Calvaire. Il finit par la côte de Ty Marrec, située à seulement 4 km de l'arrivée.

## Équipes
| Équipes féminines professionnelles (17)- BePink - Bizkaia-Durango - Boels Dolmans - Cyclelive Plus-Zannata - Faren-Kuota - Hitec Products - Lointek - Lotto-Belisol Ladies - MCipollini-Giordana - Orica-AIS - Rabo Women - RusVelo - Sengers Ladies - Servetto Footon - Specialized-Lululemon - Tibco-To the Top - Vienne Futuroscope Équipes nationales (2)- France - Russie |
| |

## Récit de la course

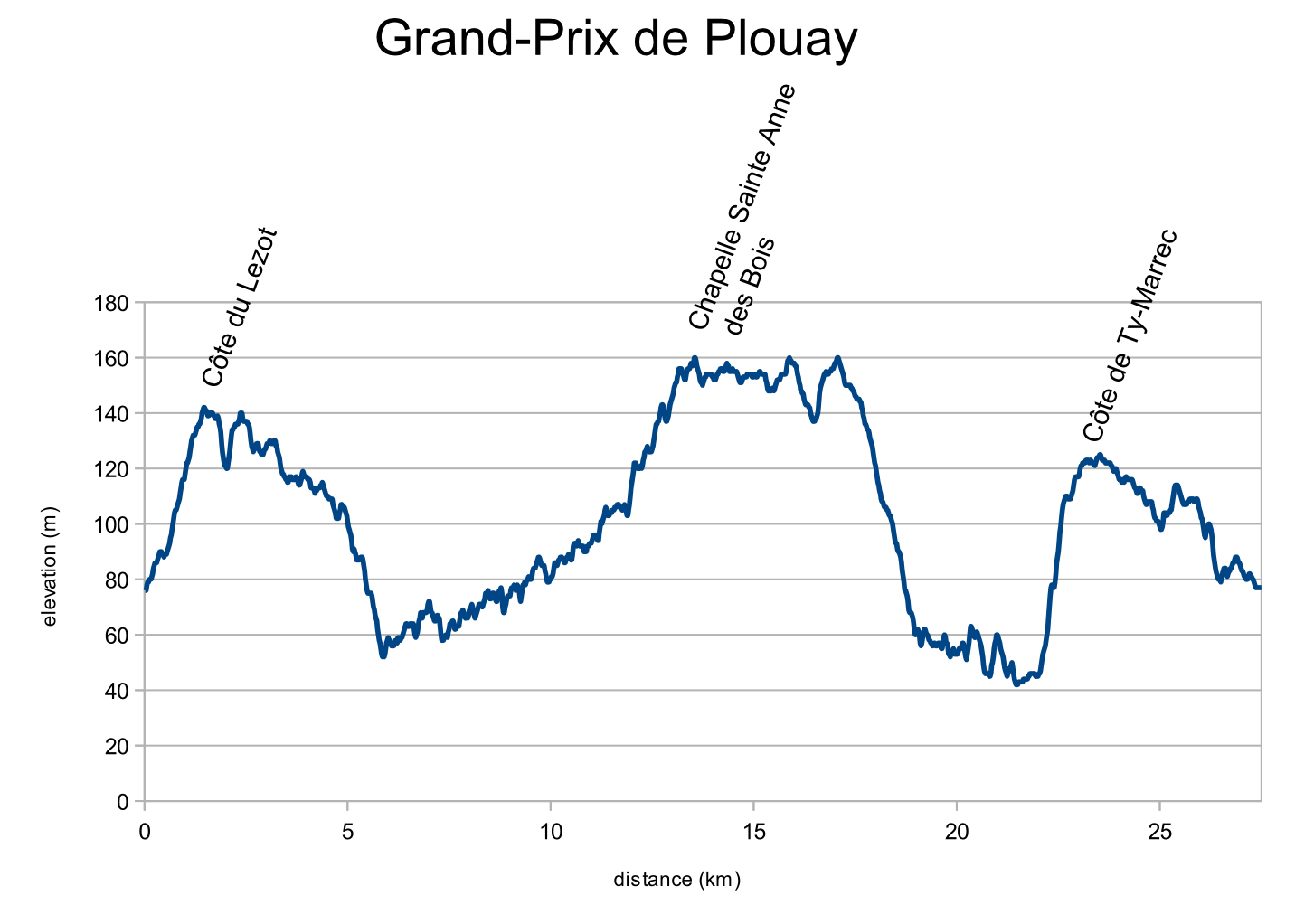
Profil du parcours

Jasmin Glaesser s'échappe au bout de trois tours et demi, mais se fait rattraper dans la montée suivante de la côte de Ty Marrec par un groupe de contre-attaque constitué de : Marianne Vos, Emma Johansson, Anna van der Breggen, Alena Amialiusik et Karoll-Ann Canuel. Par la suite, Alena Amialiusik attaque seule mais Marianne Vos ramène le groupe sur la Biélorusse. Dans le final, la Néerlandaise part seule et s'impose en solitaire. Emma Johansson est deuxième, Anna van der Breggen troisième.

## Classements

### Classement final
| \| Classement général \| Classement général \| Classement général \| Classement général \| Classement général \| \| Coureuse \| Coureuse \| Pays \| Équipe \| Temps \| \| ------------------ \| -------------------- \| ------------------ \| ------------------- \| ------------------ \| \| 1re \| Marianne Vos \| Pays-Bas \| Rabo Women \| 3 h 25 min 18 s \| \| 2e \| Emma Johansson \| Suède \| Orica-AIS \| + 12 s \| \| 3e \| Anna van der Breggen \| Pays-Bas \| Sengers \| + 17 s \| \| 4e \| Alena Amialiusik \| Biélorussie \| BePink \| + 1 min 27 s \| \| 5e \| Karol-Ann Canuel \| Canada \| Vienne Futuroscope \| + 1 min 35 s \| \| 6e \| Lucinda Brand \| Pays-Bas \| Rabo Women \| + 3 min 56 s \| \| 7e \| Noemi Cantele \| Italie \| BePink \| + 3 min 56 s \| \| 8e \| Tatiana Antoshina \| Russie \| MCipollini-Giordana \| + 3 min 56 s \| \| 9e \| Annemiek van Vleuten \| Pays-Bas \| Rabo Women \| + 3 min 56 s \| \| 10e \| Rossella Ratto \| Italie \| Hitec Products UCK \| + 3 min 56 s \| |                      |             |                     |                 |
| |                      |             |                     |                 |
| Source : Cycling Quotient |                      |             |                     |                 |
| Classement général |                      |             |                     |                 |
| Coureuse | Coureuse             | Pays        | Équipe              | Temps           |
| 1re | Marianne Vos         | Pays-Bas    | Rabo Women          | 3 h 25 min 18 s |
| 2e | Emma Johansson       | Suède       | Orica-AIS           | + 12 s          |
| 3e | Anna van der Breggen | Pays-Bas    | Sengers             | + 17 s          |
| 4e | Alena Amialiusik     | Biélorussie | BePink              | + 1 min 27 s    |
| 5e | Karol-Ann Canuel     | Canada      | Vienne Futuroscope  | + 1 min 35 s    |
| 6e | Lucinda Brand        | Pays-Bas    | Rabo Women          | + 3 min 56 s    |
| 7e | Noemi Cantele        | Italie      | BePink              | + 3 min 56 s    |
| 8e | Tatiana Antoshina    | Russie      | MCipollini-Giordana | + 3 min 56 s    |
| 9e | Annemiek van Vleuten | Pays-Bas    | Rabo Women          | + 3 min 56 s    |
| 10e | Rossella Ratto       | Italie      | Hitec Products UCK  | + 3 min 56 s    |

### Points attribués
| Position           | 1er | 2e | 3e | 4e | 5e | 6e | 7e | 8e | 9e | 10e | 11e | 12e | 13e | 14e | 15e | 16e | 17e | 18e |
| Classement général | 100 | 75 | 55 | 45 | 38 | 32 | 26 | 22 | 18 | 15  | 12  | 10  | 8   | 6   | 4   | 3   | 2   | 1   |

## Liste des participantes
| Légende | Légende                                                                    | Légende | Légende                                                    |
| ------- | -------------------------------------------------------------------------- | ------- | ---------------------------------------------------------- |
| Num     | Dossard de départ porté par le coureur sur ce Grand Prix de Plouay         | Pos     | Position à l'arrivée de la course                          |
|         | Indique un maillot de champion national ou mondial, suivi de sa spécialité | NP      | Indique un coureur qui n'a pas pris le départ de la course |
| AB      | Indique un coureur qui n'a pas terminé la course                           | HD      | Indique un coureur qui a terminé la course hors des délais |

| Rabo Women RBW | Rabo Women RBW              | Rabo Women RBW |
| -------------- | --------------------------- | -------------- |
| Num            | Coureuse                    | Pos            |
| 1              | Iris Slappendel (NED)       | 13e            |
| 2              | Marianne Vos (NED) (route)  | 1re            |
| 3              | Annemiek van Vleuten (NED)  | 9e             |
| 4              | Lucinda Brand (NED) (route) | 6e             |
| 5              | Megan Guarnier (USA)        | 12e            |
| 6              | Roxane Knetemann (NED)      | 16e            |

| Orica-AIS GEW | Orica-AIS GEW          | Orica-AIS GEW |
| ------------- | ---------------------- | ------------- |
| Num           | Coureuse               | Pos           |
| 11            | Tiffany Cromwell (AUS) | 15e           |
| 12            | Emma Johansson (SWE)   | 2e            |
| 13            | Shara Gillow (AUS)     | 53e           |
| 14            | Amanda Spratt (AUS)    | AB            |
| 15            | Gu Sun-Geun (KOR)      | AB            |
| 16            | Melissa Hoskins (AUS)  | AB            |

| Hitec Products UCK HPU | Hitec Products UCK HPU               | Hitec Products UCK HPU |
| ---------------------- | ------------------------------------ | ---------------------- |
| Num                    | Coureuse                             | Pos                    |
| 21                     | Elisa Longo Borghini (ITA)           | AB                     |
| 22                     | Rossella Ratto (ITA)                 | 10e                    |
| 23                     | Rachel Neylan (AUS)                  | 52e                    |
| 24                     | Miriam Bjørnsrud (NOR)               | AB                     |
| 25                     | Cecilie Gotaas Johnsen (NOR) (route) | 45e                    |
| 26                     | Chloe Hosking (AUS)                  | AB                     |

| MCipollini-Giordana MCG | MCipollini-Giordana MCG        | MCipollini-Giordana MCG |
| ----------------------- | ------------------------------ | ----------------------- |
| Num                     | Coureuse                       | Pos                     |
| 31                      | Marta Tagliaferro (ITA)        | 28e                     |
| 32                      | Tatiana Antoshina (RUS)        | 8e                      |
| 35                      | Anna Zita Maria Stricker (ITA) | AB                      |
| 36                      | Valentina Carretta (ITA)       | 38e                     |
| 37                      | Valentina Scandolara (ITA)     | 29e                     |

| Lotto Belisol Ladies LBL | Lotto Belisol Ladies LBL       | Lotto Belisol Ladies LBL |
| ------------------------ | ------------------------------ | ------------------------ |
| Num                      | Coureuse                       | Pos                      |
| 41                       | Marijn de Vries (NED)          | 51e                      |
| 42                       | Kaat Hannes (BEL)              | AB                       |
| 43                       | Sharon Laws (GBR)              | AB                       |
| 44                       | Ashleigh Moolman (RSA) (route) | 18e                      |
| 45                       | Marion Rousse (FRA)            | AB                       |
| 46                       | Carlee Taylor (AUS)            | 23e                      |

| Tibco-To the Top TIB | Tibco-To the Top TIB  | Tibco-To the Top TIB |
| -------------------- | --------------------- | -------------------- |
| Num                  | Coureuse              | Pos                  |
| 51                   | Shelley Olds (USA)    | 47e                  |
| 52                   | Claudia Häusler (GER) | 22e                  |
| 53                   | Chantal Blaak (NED)   | 35e                  |
| 54                   | Jasmin Duehring (CAN) | 30e                  |
| 56                   | Amanda Miller (USA)   | AB                   |

| Specialized-Lululemon SLU | Specialized-Lululemon SLU   | Specialized-Lululemon SLU |
| ------------------------- | --------------------------- | ------------------------- |
| Num                       | Coureuse                    | Pos                       |
| 61                        | Evelyn Stevens (USA)        | 20e                       |
| 62                        | Tayler Wiles (USA)          | AB                        |
| 63                        | Trixi Worrack (GER) (route) | 36e                       |
| 64                        | Carmen Small (USA)          | AB                        |

| Boels Dolmans DLT | Boels Dolmans DLT                  | Boels Dolmans DLT |
| ----------------- | ---------------------------------- | ----------------- |
| Num               | Coureuse                           | Pos               |
| 71                | Nina Kessler (NED)                 | 49e               |
| 72                | Elizabeth Armitstead (GBR) (route) | 24e               |
| 73                | Adrie Visser (NED)                 | AB                |
| 74                | Jessie Daams (BEL)                 | 42e               |
| 75                | Emma Trott (GBR)                   | AB                |
| 76                | Marieke van Wanroij (NED)          | AB                |

| Faren-Kuota FLF | Faren-Kuota FLF                 | Faren-Kuota FLF |
| --------------- | ------------------------------- | --------------- |
| Num             | Coureuse                        | Pos             |
| 81              | Giuseppina Grassi (MEX)         | AB              |
| 82              | Christel Ferrier-Bruneau (FRA)  | 31e             |
| 83              | Maria Giulia Confalonieri (ITA) | AB              |
| 84              | Fabiana Luperini (ITA)          | 27e             |
| 85              | Elena Cecchini (ITA)            | 11e             |
| 86              | Susanna Zorzi (ITA)             | 25e             |

| Vienne Futuroscope FUT | Vienne Futuroscope FUT | Vienne Futuroscope FUT |
| ---------------------- | ---------------------- | ---------------------- |
| Num                    | Coureuse               | Pos                    |
| 91                     | Sandrine Bideau (FRA)  | AB                     |
| 92                     | Audrey Cordon (FRA)    | 21e                    |
| 93                     | Karol-Ann Canuel (CAN) | 5e                     |
| 94                     | Pascale Jeuland (FRA)  | 54e                    |
| 95                     | Amélie Rivat (FRA)     | AB                     |
| 96                     | Jennifer Letué (FRA)   | AB                     |

| RusVelo RVL | RusVelo RVL                   | RusVelo RVL |
| ----------- | ----------------------------- | ----------- |
| Num         | Coureuse                      | Pos         |
| 101         | Oxana Kozonchuk (RUS)         | 46e         |
| 102         | Alexandra Burtschenkowa (RUS) | AB          |
| 103         | Elena Kuchinskaya (RUS)       | 26e         |
| 104         | Anastasia Tchulkova (RUS)     | 50e         |
| 105         | Aizhan Zhaparova (RUS)        | AB          |

| Sengers ___ | Sengers ___                     | Sengers ___ |
| ----------- | ------------------------------- | ----------- |
| Num         | Coureuse                        | Pos         |
| 111         | Anna van der Breggen (NED)      | 3e          |
| 112         | Maaike Polspoel (BEL)           | AB          |
| 113         | Vera Koedooder (NED)            | AB          |
| 115         | Christine Majerus (LUX) (route) | 14e         |
| 116         | Julia Soek (NED)                | AB          |

| BePink BPK | BePink BPK                     | BePink BPK |
| ---------- | ------------------------------ | ---------- |
| Num        | Coureuse                       | Pos        |
| 121        | Noemi Cantele (ITA)            | 7e         |
| 122        | Alice Maria Arzuffi (ITA)      | AB         |
| 123        | Alena Amialiusik (BLR) (route) | 4e         |
| 124        | Dalia Muccioli (ITA) (route)   | 32e        |
| 125        | Georgia Williams (NZL)         | 48e        |
| 126        | Doris Schweizer (SUI) (route)  | AB         |

| Servetto Footon SEF | Servetto Footon SEF     | Servetto Footon SEF |
| ------------------- | ----------------------- | ------------------- |
| Num                 | Coureuse                | Pos                 |
| 132                 | Marina Lari (ITA)       | AB                  |
| 133                 | Veronica Cornolti (ITA) | AB                  |
| 135                 | Emma Marcelli (ITA)     | AB                  |
| 136                 | Isabella Ferrari (ITA)  | AB                  |

| Cyclelive Plus-Zannata CZT | Cyclelive Plus-Zannata CZT   | Cyclelive Plus-Zannata CZT |
| -------------------------- | ---------------------------- | -------------------------- |
| Num                        | Coureuse                     | Pos                        |
| 141                        | Lieselot Decroix (BEL)       | AB                         |
| 142                        | Monique van de Ree (NED)     | AB                         |
| 143                        | Annelies Dom (BEL)           | AB                         |
| 144                        | Annelies Van Doorslaer (BEL) | 19e                        |

| Bizkaia-Durango BPD | Bizkaia-Durango BPD           | Bizkaia-Durango BPD |
| ------------------- | ----------------------------- | ------------------- |
| Num                 | Coureuse                      | Pos                 |
| 151                 | Anna Sanchis (ESP)            | AB                  |
| 152                 | Dorleta Eskamendi Gil (ESP)   | AB                  |
| 153                 | Lourdes Oyarbide (ESP)        | AB                  |
| 154                 | Leire Olaberría (ESP)         | AB                  |
| 156                 | Ane Santesteban (ESP) (route) | 37e                 |

| France FRA | France FRA             | France FRA |
| ---------- | ---------------------- | ---------- |
| Num        | Coureuse               | Pos        |
| 161        | Aude Biannic           | 40e        |
| 162        | Roxane Fournier        | AB         |
| 163        | Élise Delzenne (route) | 34e        |
| 164        | Mélanie Bravard        | 39e        |
| 165        | Edwige Pitel           | 41e        |
| 166        | Aurore Verhoeven       | AB         |

| Russie RUS | Russie RUS                   | Russie RUS |
| ---------- | ---------------------------- | ---------- |
| Num        | Coureuse                     | Pos        |
| 171        | Julia Martisova              | AB         |
| 172        | Natalja Bojarskaja           | 43e        |
| 173        | Anna Potokina                | 44e        |
| 175        | Anna Zavershinskaya          | AB         |
| 176        | Svetlana Boubnenkova (route) | AB         |

| Lointek LKT | Lointek LKT            | Lointek LKT |
| ----------- | ---------------------- | ----------- |
| Num         | Coureuse               | Pos         |
| 181         | Emma Crum (NZL)        | AB          |
| 182         | Sheyla Gutiérrez (ESP) | AB          |
| 183         | Lucía González (ESP)   | AB          |
| 184         | Belén López (ESP)      | 33e         |
| 185         | Alexia Muffat (FRA)    | 17e         |
| 186         | Fanny Riberot (FRA)    | AB          |

| Rabo Women RBW | Rabo Women RBW              | Rabo Women RBW |
| -------------- | --------------------------- | -------------- |
| Num            | Coureuse                    | Pos            |
| 1              | Iris Slappendel (NED)       | 13e            |
| 2              | Marianne Vos (NED) (route)  | 1re            |
| 3              | Annemiek van Vleuten (NED)  | 9e             |
| 4              | Lucinda Brand (NED) (route) | 6e             |
| 5              | Megan Guarnier (USA)        | 12e            |
| 6              | Roxane Knetemann (NED)      | 16e            |

| Orica-AIS GEW | Orica-AIS GEW          | Orica-AIS GEW |
| ------------- | ---------------------- | ------------- |
| Num           | Coureuse               | Pos           |
| 11            | Tiffany Cromwell (AUS) | 15e           |
| 12            | Emma Johansson (SWE)   | 2e            |
| 13            | Shara Gillow (AUS)     | 53e           |
| 14            | Amanda Spratt (AUS)    | AB            |
| 15            | Gu Sun-Geun (KOR)      | AB            |
| 16            | Melissa Hoskins (AUS)  | AB            |

| Hitec Products UCK HPU | Hitec Products UCK HPU               | Hitec Products UCK HPU |
| ---------------------- | ------------------------------------ | ---------------------- |
| Num                    | Coureuse                             | Pos                    |
| 21                     | Elisa Longo Borghini (ITA)           | AB                     |
| 22                     | Rossella Ratto (ITA)                 | 10e                    |
| 23                     | Rachel Neylan (AUS)                  | 52e                    |
| 24                     | Miriam Bjørnsrud (NOR)               | AB                     |
| 25                     | Cecilie Gotaas Johnsen (NOR) (route) | 45e                    |
| 26                     | Chloe Hosking (AUS)                  | AB                     |

| MCipollini-Giordana MCG | MCipollini-Giordana MCG        | MCipollini-Giordana MCG |
| ----------------------- | ------------------------------ | ----------------------- |
| Num                     | Coureuse                       | Pos                     |
| 31                      | Marta Tagliaferro (ITA)        | 28e                     |
| 32                      | Tatiana Antoshina (RUS)        | 8e                      |
| 35                      | Anna Zita Maria Stricker (ITA) | AB                      |
| 36                      | Valentina Carretta (ITA)       | 38e                     |
| 37                      | Valentina Scandolara (ITA)     | 29e                     |

| Lotto Belisol Ladies LBL | Lotto Belisol Ladies LBL       | Lotto Belisol Ladies LBL |
| ------------------------ | ------------------------------ | ------------------------ |
| Num                      | Coureuse                       | Pos                      |
| 41                       | Marijn de Vries (NED)          | 51e                      |
| 42                       | Kaat Hannes (BEL)              | AB                       |
| 43                       | Sharon Laws (GBR)              | AB                       |
| 44                       | Ashleigh Moolman (RSA) (route) | 18e                      |
| 45                       | Marion Rousse (FRA)            | AB                       |
| 46                       | Carlee Taylor (AUS)            | 23e                      |

| Tibco-To the Top TIB | Tibco-To the Top TIB  | Tibco-To the Top TIB |
| -------------------- | --------------------- | -------------------- |
| Num                  | Coureuse              | Pos                  |
| 51                   | Shelley Olds (USA)    | 47e                  |
| 52                   | Claudia Häusler (GER) | 22e                  |
| 53                   | Chantal Blaak (NED)   | 35e                  |
| 54                   | Jasmin Duehring (CAN) | 30e                  |
| 56                   | Amanda Miller (USA)   | AB                   |

| Specialized-Lululemon SLU | Specialized-Lululemon SLU   | Specialized-Lululemon SLU |
| ------------------------- | --------------------------- | ------------------------- |
| Num                       | Coureuse                    | Pos                       |
| 61                        | Evelyn Stevens (USA)        | 20e                       |
| 62                        | Tayler Wiles (USA)          | AB                        |
| 63                        | Trixi Worrack (GER) (route) | 36e                       |
| 64                        | Carmen Small (USA)          | AB                        |

| Boels Dolmans DLT | Boels Dolmans DLT                  | Boels Dolmans DLT |
| ----------------- | ---------------------------------- | ----------------- |
| Num               | Coureuse                           | Pos               |
| 71                | Nina Kessler (NED)                 | 49e               |
| 72                | Elizabeth Armitstead (GBR) (route) | 24e               |
| 73                | Adrie Visser (NED)                 | AB                |
| 74                | Jessie Daams (BEL)                 | 42e               |
| 75                | Emma Trott (GBR)                   | AB                |
| 76                | Marieke van Wanroij (NED)          | AB                |

| Faren-Kuota FLF | Faren-Kuota FLF                 | Faren-Kuota FLF |
| --------------- | ------------------------------- | --------------- |
| Num             | Coureuse                        | Pos             |
| 81              | Giuseppina Grassi (MEX)         | AB              |
| 82              | Christel Ferrier-Bruneau (FRA)  | 31e             |
| 83              | Maria Giulia Confalonieri (ITA) | AB              |
| 84              | Fabiana Luperini (ITA)          | 27e             |
| 85              | Elena Cecchini (ITA)            | 11e             |
| 86              | Susanna Zorzi (ITA)             | 25e             |

| Vienne Futuroscope FUT | Vienne Futuroscope FUT | Vienne Futuroscope FUT |
| ---------------------- | ---------------------- | ---------------------- |
| Num                    | Coureuse               | Pos                    |
| 91                     | Sandrine Bideau (FRA)  | AB                     |
| 92                     | Audrey Cordon (FRA)    | 21e                    |
| 93                     | Karol-Ann Canuel (CAN) | 5e                     |
| 94                     | Pascale Jeuland (FRA)  | 54e                    |
| 95                     | Amélie Rivat (FRA)     | AB                     |
| 96                     | Jennifer Letué (FRA)   | AB                     |

| RusVelo RVL | RusVelo RVL                   | RusVelo RVL |
| ----------- | ----------------------------- | ----------- |
| Num         | Coureuse                      | Pos         |
| 101         | Oxana Kozonchuk (RUS)         | 46e         |
| 102         | Alexandra Burtschenkowa (RUS) | AB          |
| 103         | Elena Kuchinskaya (RUS)       | 26e         |
| 104         | Anastasia Tchulkova (RUS)     | 50e         |
| 105         | Aizhan Zhaparova (RUS)        | AB          |

| Sengers ___ | Sengers ___                     | Sengers ___ |
| ----------- | ------------------------------- | ----------- |
| Num         | Coureuse                        | Pos         |
| 111         | Anna van der Breggen (NED)      | 3e          |
| 112         | Maaike Polspoel (BEL)           | AB          |
| 113         | Vera Koedooder (NED)            | AB          |
| 115         | Christine Majerus (LUX) (route) | 14e         |
| 116         | Julia Soek (NED)                | AB          |

| BePink BPK | BePink BPK                     | BePink BPK |
| ---------- | ------------------------------ | ---------- |
| Num        | Coureuse                       | Pos        |
| 121        | Noemi Cantele (ITA)            | 7e         |
| 122        | Alice Maria Arzuffi (ITA)      | AB         |
| 123        | Alena Amialiusik (BLR) (route) | 4e         |
| 124        | Dalia Muccioli (ITA) (route)   | 32e        |
| 125        | Georgia Williams (NZL)         | 48e        |
| 126        | Doris Schweizer (SUI) (route)  | AB         |

| Servetto Footon SEF | Servetto Footon SEF     | Servetto Footon SEF |
| ------------------- | ----------------------- | ------------------- |
| Num                 | Coureuse                | Pos                 |
| 132                 | Marina Lari (ITA)       | AB                  |
| 133                 | Veronica Cornolti (ITA) | AB                  |
| 135                 | Emma Marcelli (ITA)     | AB                  |
| 136                 | Isabella Ferrari (ITA)  | AB                  |

| Cyclelive Plus-Zannata CZT | Cyclelive Plus-Zannata CZT   | Cyclelive Plus-Zannata CZT |
| -------------------------- | ---------------------------- | -------------------------- |
| Num                        | Coureuse                     | Pos                        |
| 141                        | Lieselot Decroix (BEL)       | AB                         |
| 142                        | Monique van de Ree (NED)     | AB                         |
| 143                        | Annelies Dom (BEL)           | AB                         |
| 144                        | Annelies Van Doorslaer (BEL) | 19e                        |

| Bizkaia-Durango BPD | Bizkaia-Durango BPD           | Bizkaia-Durango BPD |
| ------------------- | ----------------------------- | ------------------- |
| Num                 | Coureuse                      | Pos                 |
| 151                 | Anna Sanchis (ESP)            | AB                  |
| 152                 | Dorleta Eskamendi Gil (ESP)   | AB                  |
| 153                 | Lourdes Oyarbide (ESP)        | AB                  |
| 154                 | Leire Olaberría (ESP)         | AB                  |
| 156                 | Ane Santesteban (ESP) (route) | 37e                 |

| France FRA | France FRA             | France FRA |
| ---------- | ---------------------- | ---------- |
| Num        | Coureuse               | Pos        |
| 161        | Aude Biannic           | 40e        |
| 162        | Roxane Fournier        | AB         |
| 163        | Élise Delzenne (route) | 34e        |
| 164        | Mélanie Bravard        | 39e        |
| 165        | Edwige Pitel           | 41e        |
| 166        | Aurore Verhoeven       | AB         |

| Russie RUS | Russie RUS                   | Russie RUS |
| ---------- | ---------------------------- | ---------- |
| Num        | Coureuse                     | Pos        |
| 171        | Julia Martisova              | AB         |
| 172        | Natalja Bojarskaja           | 43e        |
| 173        | Anna Potokina                | 44e        |
| 175        | Anna Zavershinskaya          | AB         |
| 176        | Svetlana Boubnenkova (route) | AB         |

| Lointek LKT | Lointek LKT            | Lointek LKT |
| ----------- | ---------------------- | ----------- |
| Num         | Coureuse               | Pos         |
| 181         | Emma Crum (NZL)        | AB          |
| 182         | Sheyla Gutiérrez (ESP) | AB          |
| 183         | Lucía González (ESP)   | AB          |
| 184         | Belén López (ESP)      | 33e         |
| 185         | Alexia Muffat (FRA)    | 17e         |
| 186         | Fanny Riberot (FRA)    | AB          |

Source,. Les dossards sont approximatifs.